# Lucy Spraggan
Lucy Spraggan, née le 21 juillet 1991 à Sheffield, est une musicienne, chanteuse et compositrice anglaise, issue de la neuvième saison du télé-crochet britannique The X Factor.

## Biographie

### Vie privée
Lucy Spraggan est ouvertement lesbienne et mariée à Georgina Gordon.

## Performances lors deThe X Factor
| Épisode        | Thème             | Ordre | Chanson                           | Artiste       | Résultat |
| -------------- | ----------------- | ----- | --------------------------------- | ------------- | -------- |
| Audition       | Free choice       | NC    | Last Night (chanson originale)    | Lucy Spraggan | Advanced |
| Bootcamp 1     | Group performance | NC    | Moves like Jagger                 | Maroon 5      | Advanced |
| Bootcamp 2     | Solo performance  | NC    | Tea and Toast (chanson originale) | Lucy Spraggan | Advanced |
| Judges' houses | No theme          | NC    | I Will Always Love You            | Dolly Parton  | Advanced |
| Week 1         | Heroes night      | 4     | Mountains (chanson originale)     | Lucy Spraggan | Safe     |
| Week 2         | Love & Heartbreak | 6     | Gold Digger                       | Kanye West    | Safe     |
| Week 3         | Club classics     | 8     | Titanium                          | David Guetta  | Safe     |
| Week 4         | Haloween Special  |       |                                   |               |          |

## Discographie

### Albums
| Top Room at the Zoo              | - Sortie: 20 octobre 2011 - Label: Independent - Formats: Digital download, CD     | 22 | 72 |  |  |  |  |  |  |  |  |  |  |
| Join the Club                    | - Sortie: 4 octobre 2013 - Label: Columbia Records - Formats: Digital download, CD | 7  | 14 |  |  |  |  |  |  |  |  |  |  |
|                                  |                                                                                    |    |    |  |  |  |  |  |  |  |  |  |  |
| We Are                           | - Sortie: 4 mai 2015 - Label: CTRL Records - Formats: Digital download, CD         | 17 | —  |  |  |  |  |  |  |  |  |  |  |
|                                  |                                                                                    |    |    |  |  |  |  |  |  |  |  |  |  |
| I Hope You Don't Mind Me Writing | - Sortie: 27 janvier 2017 - Label: CTRL Records - Formats: Digital download, CD    | 12 | —  |  |  |  |  |  |  |  |  |  |  |
|                                  |                                                                                    |    |    |  |  |  |  |  |  |  |  |  |  |
| Today Was a Good Day             | - Sortie: 3 mai 2019 - Label: Cooking Vinyl - Formats: Digital download, CD        | 12 | —  |  |  |  |  |  |  |  |  |  |  |
|                                  |                                                                                    |    |    |  |  |  |  |  |  |  |  |  |  |
| Choice                           | - Sortie: 26 février 2021 - Label: Cooking Vinyl - Formats: Digital download, CD   | 5  | —  |  |  |  |  |  |  |  |  |  |  |
|                                  |                                                                                    |    |    |  |  |  |  |  |  |  |  |  |  |
|                                  |                                                                                    |    |    |  |  |  |  |  |  |  |  |  |  |
| Balance                          | - Sortie: 11 août 2023 - Label: CTRL Records - Formats: Digital download, CD       | 24 | —  |  |  |  |  |  |  |  |  |  |  |
|                                  |                                                                                    |    |    |  |  |  |  |  |  |  |  |  |  |

### Singles
| 2012                                                             | Tea and Toast          | 135 | —  | —  | Non-album single |
| 2013                                                             | Lighthouse             | 15  | 21 | 14 | Join the Club    |
| 2013                                                             | Last Night (Beer Fear) | 18  | 45 | 15 | Join the Club    |
| "—" signifie que la titre n'est pas sorti ou n'a pas été classé. |                        |     |    |    |                  |

### Autres chansons
| 2012                                                             | Last Night  | 11  | 16 | Top Room at the Zoo |
| 2012                                                             | Someone     | 137 | —  | Local Talent        |
| 2013                                                             | Butterflies | —   | 61 | Join the Club       |
| 2013                                                             | '91         | —   | 67 | Join the Club       |
| "—" signifie que la titre n'est pas sorti ou n'a pas été classé. |             |     |    |                     |

## Vidéos
| Année | Titre                | Réalisation                    | Créé par          |
| ----- | -------------------- | ------------------------------ | ----------------- |
| 2011  | Dreamer (Feat J-Mac) | Ollie Green & Daniel Entwistle | Live and Unsigned |
| 2012  | Last Night           | Damien Reeves (Melmo Films)    | Live and Unsigned |